# تیپتون (اکلاهما)
تیپتون(به انگلیسی: Tipton) شهری در ایالت اکلاهما کشور ایالات متحده آمریکا است که جمعیت آن در سرشماری سال ۲۰۱۰ میلادی، ۸۴۷ نفر بوده‌است.